# Llista de peixos d'Armènia

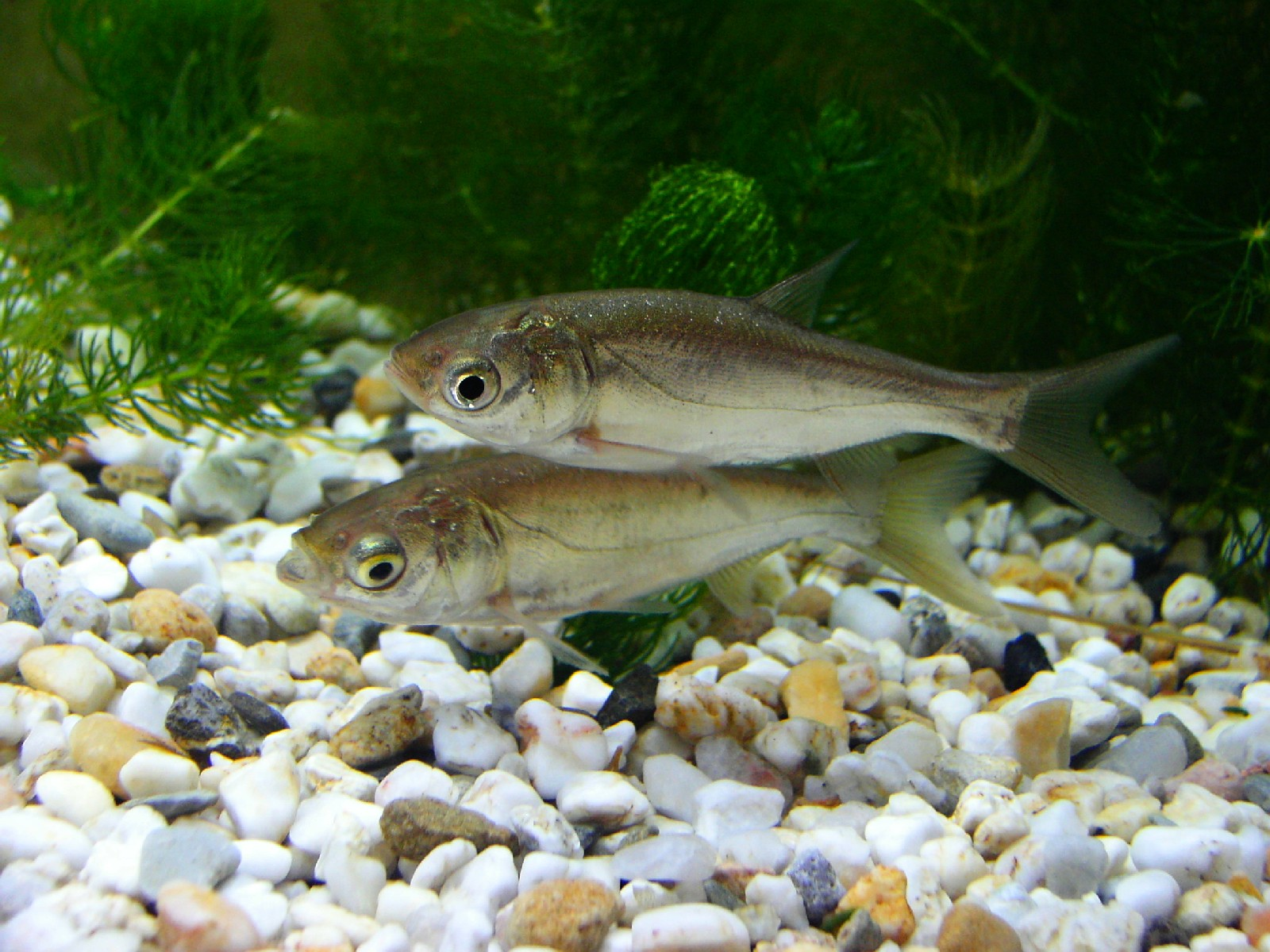
Hypophthalmichthys molitrix

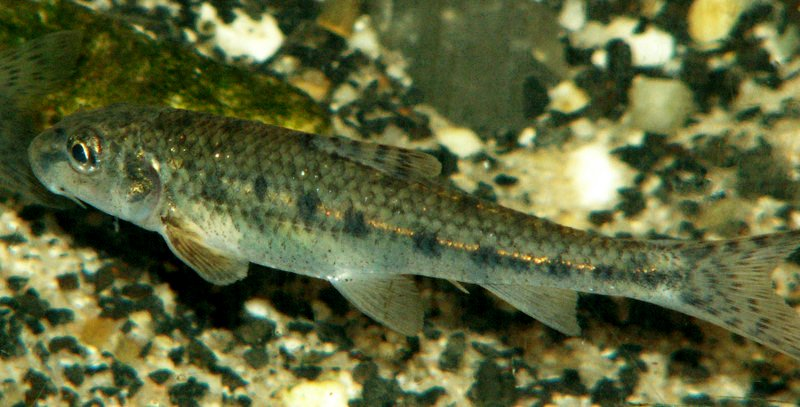
Gobi (Gobio gobio)

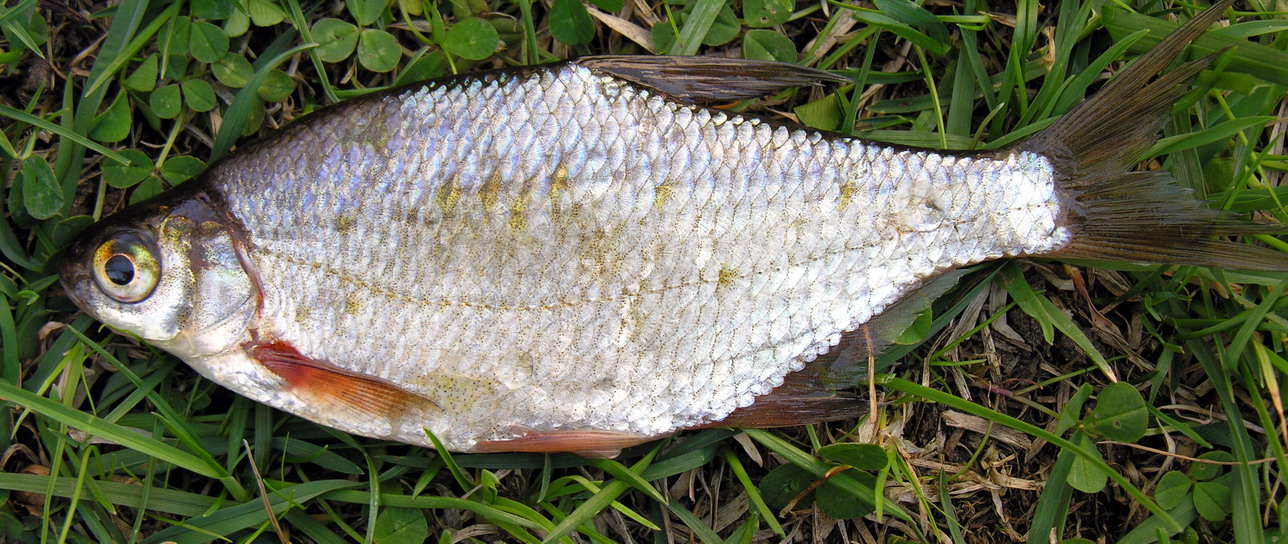
Blicca bjoerkna

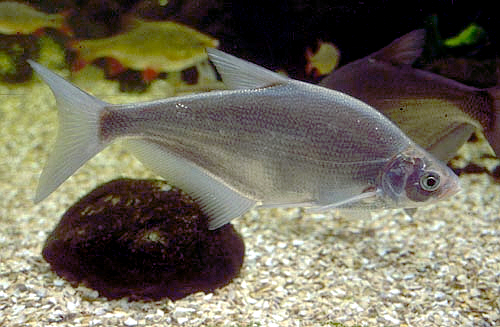
Ballerus ballerus

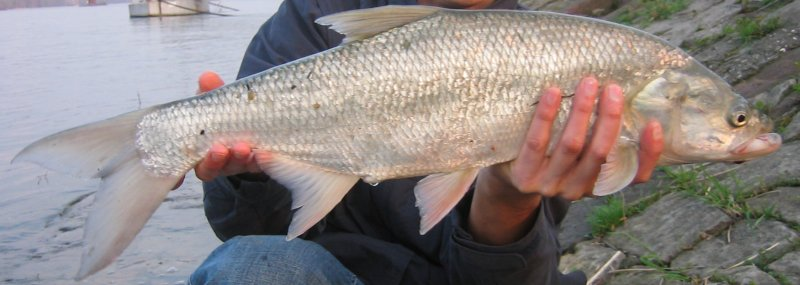
Aspius aspius

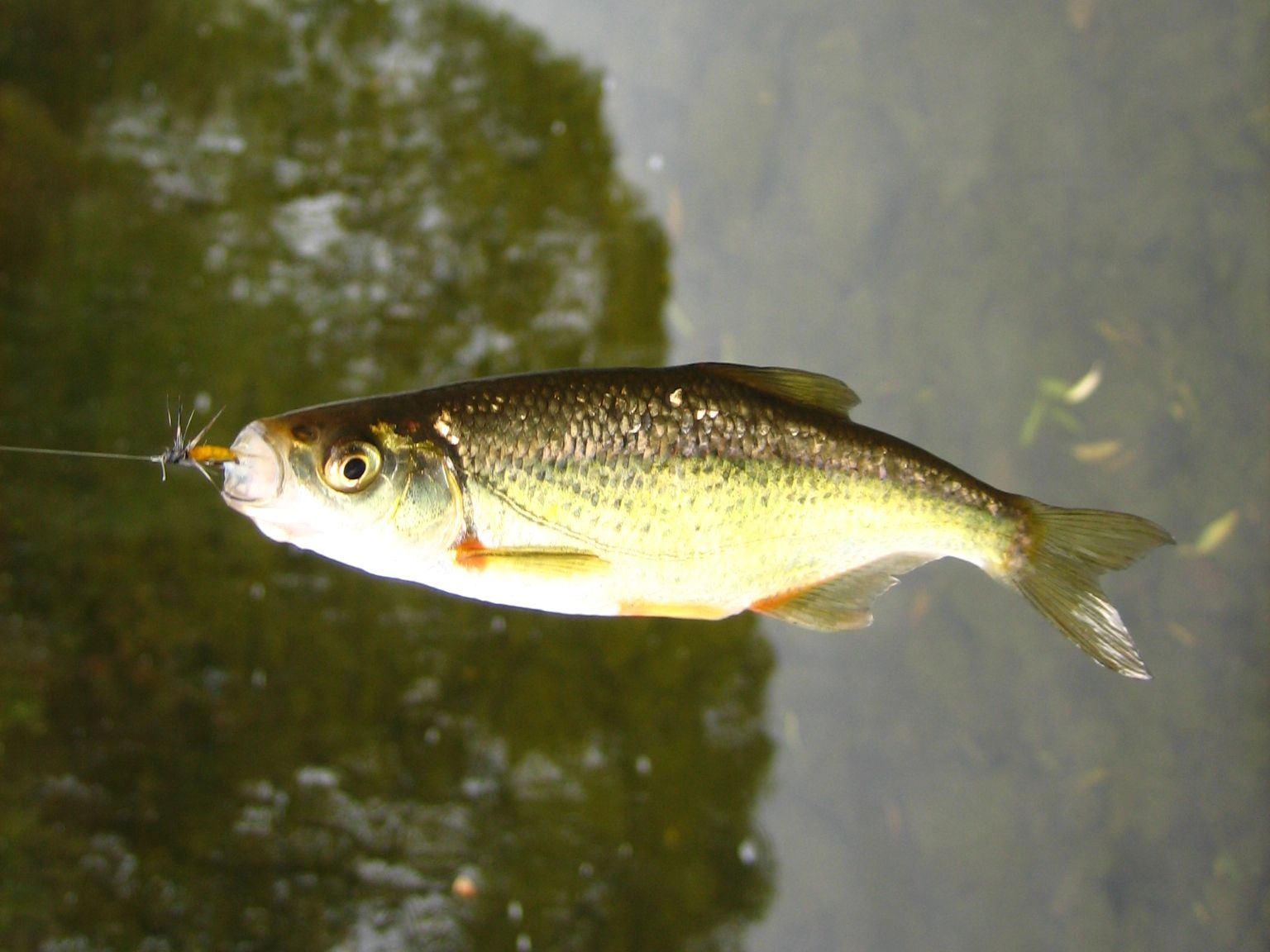
Alburnoides bipunctatus

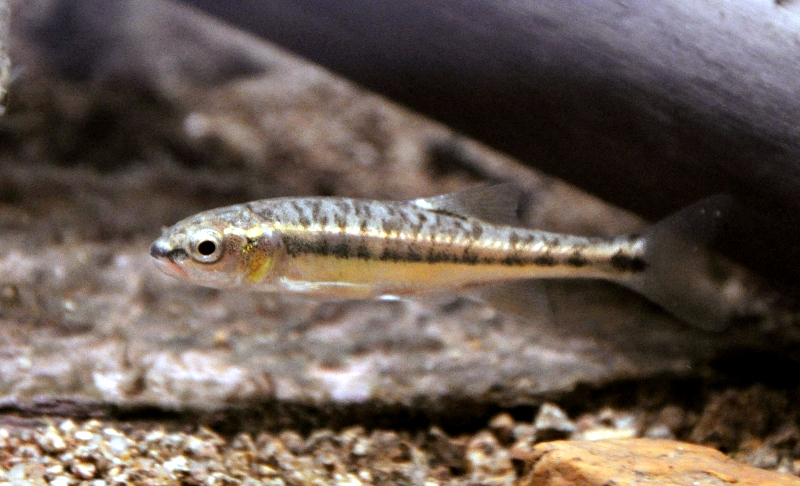
Barb roig (Phoxinus phoxinus)

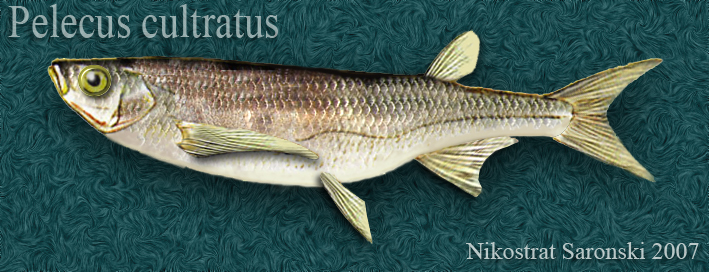
Pelecus cultratus

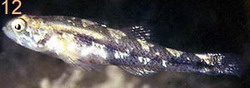
Knipowitschia caucasica

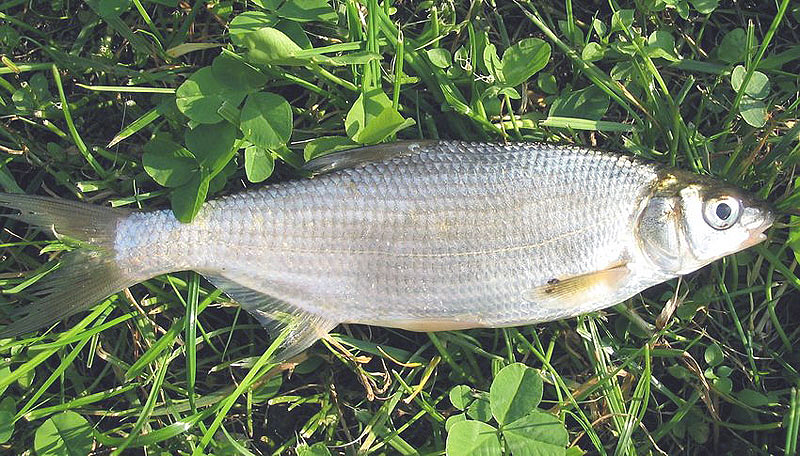
Vimba vimba

Aquesta llista de peixos d'Armènia -incompleta- inclou 58 espècies de peixos que es poden trobar a Armènia ordenades per l'ordre alfabètic de llur nom científic.

## A
- Abramis brama
- Acanthalburnus microlepis
- Alburnoides bipunctatus
- Alburnus chalcoides
- Alburnus filippii
- Alburnus hohenackeri
- Aspius aspius

## B
- Ballerus ballerus
- Barbatula brandtii
- Barbus cyclolepis
- Barbus goktschaicus
- Barbus lacerta
- Blicca bjoerkna

## C
- Capoeta capoeta capoeta
- Capoeta capoeta sevangi
- Carassius carassius
- Carassius gibelio
- Chondrostoma colchicum
- Chondrostoma cyri
- Coregonus lavaretus
- Coregonus maraenoides
- Ctenopharyngodon idella
- Cyprinus carpio carpio

## E
- Esox lucius

## G
- Gambusia affinis
- Gambusia holbrooki
- Gobio gobio

## H
- Hypophthalmichthys molitrix
- Hypophthalmichthys nobilis

## I
- Ictalurus punctatus

## K
- Knipowitschia caucasica

## L
- Leucaspius delineatus
- Leuciscus idus
- Leuciscus leuciscus
- Luciobarbus capito
- Luciobarbus mursa

## M
- Mylopharyngodon piceus

## N
- Nemacheilus angorae
- Neogobius fluviatilis

## O
- Oncorhynchus mykiss

## P
- Pelecus cultratus
- Perca fluviatilis
- Phoxinus phoxinus
- Pseudorasbora parva[1]

## R
- Rhodeus amarus
- Rhodeus sericeus
- Romanogobio persus
- Rutilus rutilus

## S
- Sabanejewia aurata aurata
- Salmo ischchan
- Salmo trutta fario
- Salmo trutta trutta
- Sander lucioperca
- Scardinius erythrophthalmus
- Silurus glanis
- Squalius cephalus

## T
- Tinca tinca

## V
- Vimba vimba[2]